# The Chosen (serial telewizyjny)
The Chosen – amerykański serial biblijny w reżyserii Dallasa Jenkinsa. Produkowany od 2017 roku. Odcinek pilotażowy został wydany 24 grudnia 2017 roku, premiera pierwszego odcinka pierwszego sezonu miała miejsce 21 kwietnia 2019 roku. Serial jest oparty na finansowaniu społecznościowym. Do kwietnia 2024 roku wyprodukowano cztery sezony serialu. Według twórców planowane jest wyprodukowanie łącznie siedem sezonów. Każdy sezon składa się z ośmiu odcinków, ponadto wyprodukowano dwa odcinki specjalne.
Według danych z 2021 roku pierwszy sezon serialu został obejrzany przez 50 milionów osób w 180 państwach.

## Fabuła
Serial opowiada o życiu Jezusa Chrystusa i apostołów, skupiając się na relacjach Jezusa z ludźmi z różnych warstw społecznych. Sporo miejsca zajmują wątki dotyczące osób z otoczenia Jezusa. 

## Obsada
Źródło:
- Jonathan Roumie (Jezus)
- Shahar Isaac (Szymon Piotr)
- Noah James (Andrzej)
- Elizabeth Tabish (Maria Magdalena)
- Paras Patel (Mateusz)
- George Harrison Xanthis (Jan)
- Lara Silva (Eden)

## Emisja w Polsce
Telewizja Polska wyemitowała premierowo pierwszy sezon serialu od 27 grudnia 2022 roku do 5 stycznia 2023 roku. 5 marca 2023 roku rozpoczęła się emisja drugiego sezonu.  